# Calineuria komatsui
Calineuria komatsui är en bäcksländeart som beskrevs av Tohru Uchida 1990. Calineuria komatsui ingår i släktet Calineuria och familjen jättebäcksländor. Inga underarter finns listade i Catalogue of Life.